# Alanija
Kraljevina Alanija je bila srednjovjekovna država na Kavkazu. Nastala je u 8. – 9. stoljeću i postojala do mongolske invazije u 13. stoljeću.
Prijestolnica Alanije je bio grad Magas.

## Povijest
Alani koji su živjeli na Kavkazu bili su jedno od plemena Sarmata.
U 13. stoljeću, Alaniju su osvojili Mongoli. Potomci Alana, Oseti steći će ponovno oblik političke samouprave tek u vrijeme Sovjetskog Saveza u 20. stoljeću, kada će dobiti dva autonomna teritorija, Sjevernu Osetiju i Južnu Osetiju. Sjevernoj Osetiji će 1994. godine ime biti promijenjeno u Sjevernu Osetiju-Alaniju.

## Također pogledajte
- Alani
- Sjeverna Osetija-Alanija